# Jean-Baptiste van de Kerchove
Jean-Baptiste Van de Kerchove (Oosteeklo, 5 januari 1790 - Stekene, 13 december 1832) was een Belgisch rooms-katholiek priester en lid van het Nationaal Congres.

## Levensloop
Van de  Kerchove werd seminarist in het bisdom Gent en weigerde in 1813 met zijn medeseminaristen de door Napoleon aangestelde bisschop Jacques de la Brue (1760-1832) te erkennen, met als gevolg dat ze allen hetzij in het leger werden ingelijfd hetzij met meer dan honderd naar een strafkamp in de citadel van Wezel werden verbannen, waar een aantal onder hen aan ziekte en ontbering bezweek. Toen begin 1814 het keizerrijk de laatste stuiptrekkingen kreeg, ontsnapten ze en keerden naar Gent terug, waar ze op 14 mei 1814 triomfantelijk werden onthaald. “Hij was in Wezel” bleef gedurende meer dan een halve eeuw, zolang er overlevenden van die odyssee waren, binnen de Gentse geestelijkheid en bevolking als een brevet van heldenmoed en trouw aan de Kerk gelden.
Op 1 augustus 1814 werd Van de Kerchove leraar aan het kleinseminarie in Sint-Niklaas. Op 31 mei 1817 werd hij tot priester gewijd, waarop een traditioneel curriculum volgde:
- 1 juli 1817: onderpastoor in Sinaai
- 6 augustus 1821: onderpastoor in Kortrijk, O. L. Vrouwparochie
- 30 januari 1826: pastoor in Rupelmonde
- 19 oktober 1832: pastoor in Stekene

Pas in zijn nieuwe standplaats aangekomen, overleed hij. Hij was nog maar 42, zodat het niet onmogelijk is dat hij bezweek tijdens de tyfus- en cholera-epidemieën die toen het land teisterden.
Van de Kerchove werd als plaatsvervanger verkozen voor het Nationaal Congres namens het arrondissement Sint-Niklaas. Hij was slechts als vijfde plaatsvervanger verkozen en zal wellicht weinig vooruitzicht hebben gehad om in het Congres te zetelen. Toen al een lid (graaf Philippe Vilain XIIII) door een plaatsvervanger was opgevolgd en drie andere plaatsvervangers hadden geweigerd te zetelen, was het Van de Kerchove die als laatste plaatsvervanger werd opgeroepen. Had hij ook geweigerd dan zou men in dit arrondissement een nieuwe verkiezing hebben moeten houden. Hij werd op 22 januari 1831 effectief lid maar deed geen enkele tussenkomst tijdens de zittingen.
Bij de eerste verkiezingen voor een staatshoofd, stemde van de Kerchove tweemaal voor de hertog van Leuchtenberg. Toen een regent moest worden verkozen gaf hij zijn stem niet aan de liberale Surlet de Chokier, maar aan de katholieke Félix de Mérode, net zoals negen andere geestelijken ook deden. Bij de verkiezing van Leopold van Saksen Coburg tot koning, stemden de leden van de geestelijkheid in verspreide orde. Acht onder hen stemden voor hem, drie onthielden zich en twee stemden voor Surlet de Chokier. Van de Kerckhove was een van die twee.

## Bron
- Archief van het Bisdom Gent.